# 何國華
何國華（1918年—1997年），臺灣新竹市人，內衣與地產商人，因捐贈大批動物給新竹動物園而立有紀念碑。

## 生平

### 發跡
何國華1918年生，新竹市北門人，幼時就讀於新竹第二公學校，十七歲時至高雄當內衣織造學徒，二十歲後作起販賣內衣生意，在大阪成立公司，並以地產致富，在淡水小坪頂就有五十萬坪土地，創立大華觀光、一番建設開發等公司。他長期擔任僑委會僑務委員，另外也是大阪中華學校副董。

### 捐贈動物
新竹動物園在日治末期因逢二次大戰，將部分動物移到圓山動物園寄養，動物廄舍因而傾頹被毀。戰後，新竹市動物園以新竹公園管理所名義，收容猴類為主，直到1957年何國華贈送新竹市動物園一隻北海道的月輪熊後，陸續增加獅虎熊豹、驢、鱷、象等大小動物。如1959年8月贈幼獅一對、1960年7月捐獅子與鱷魚各一對、11月贈驢馬六匹、1961年2月贈金錢豹一對、3月贈珍珠雞與金絲猴，10月贈母虎一隻、12月贈母象一頭等。1962年4月29日，他從香港從臺灣轉機日本時，再告知要捐助大袋鼠、斑馬、長頸鹿。當時《聯合報》記者郭子銘常來此拍攝動物作報導，連帶使得在此工作的夏元瑜出名。
何國華贈送十多種動物的欄柵上，都標有他署名的牌子，在當時整個臺灣社會經濟貧困時代，能夠花錢由國外購買猛獸捐獻給公家的舉動，相當稀罕難得。可是園地腹地太小，籠舍與經費不足，不少動物活動受空間侷促，致受傷不治。1965年，新竹市長姚棋輝為感謝，特別在動物園入口廣場興建一座紀念碑。該碑於當年11月12日立，碑上刻有新竹動物園紀念碑序一篇、新竹縣愛護動物協會會員四十九人及九十位個人和團體捐贈名單。中影公司還借用老虎拍攝周處除三害的電影《乾坤三决斗》。當時的市長陳玉焜卻夥同舅父王賜發，苛扣動物糧食，賺取暴利，導致動物營養不良，而被新竹愛護動物協會理事鄭松抗議。
售票員陳玉雪回憶，1971年至1980年是此動物園全盛時期，每天平均可擠進上萬人潮，大年初一至初五，短短五天就可賣出六十萬元門票，錢多得讓她與同事詹玉霞數到手指發痠。
此外，何國華也資助新竹市將竹塹城護城河加蓋、新竹內天后宮、捐贈西洋美術品及古董給臺灣的博物館、捐一百萬元台幣給僑委會設立獎學金。

### 興建球場
何國華熱衷於騎馬、柔道、射箭、滑雪諸項運動。
1970年12月25日，何國華投資的北投國華高爾夫場揭幕，由何應欽應邀主持剪綵，周至柔、高魁元、劉玉章、賴名湯、張伯英、吳嵩慶等人參與。何應欽是何國華的義父，本身就是台北市高爾夫俱樂部的創始人之一，也擔任國華高爾夫俱樂部名譽會長。該球場自1981年9月頒布《高爾夫球場管理規則》後，多年來處於違規狀態，直到1995年2月13日，行政院長連戰同意合法。

### 購地蓋樓
何國華見新竹缺少大型百貨公司，於是計畫興建一棟綜合百貨公司。
新竹市公所原在新竹市孔廟舊廟地，後遷至民族路。當時1968年4月，市代會主席鄭鐵共謀標售市公所辦公廳基地，請友人呂燦坤告知何國華，商議何國華得標後，並答應得標後補償市長陳玉焜、議員鄭鐵二人競選費用，成功得標。1973年6月13日何國華因此購地弊案遭約談，7月3日被二百萬元交保禁止出境，同月7日獲准獲准出境回日本。同年9月3日，新竹地院宣判何國華無罪，至於陳玉焜、鄭鐵共同依據法令從事公務人員，對於職務上之行為收受賄賂，各處徒刑十二年，褫奪公權八年，共同所得一百一十九萬元追繳沒收。因何國華獲判無罪，引起檢察官陳老藏5日再度上訴。
之後，何國華在這塊新竹市公所舊址投資興建國華名店大樓。此位在新竹火車站前的大樓以AB連幢立體設計，計畫一、二、三樓為商店街，四樓為港式飲茶，五、六、七、八樓為電影院，另設中西餐飲，九樓為會議廳及辦公室。但1980年完工後，被以消防設備不全未核發建造執照，多年沒有營運，至1988年由中興百貨買下作為新竹分公司。1989年10月27日，中興百貨新竹分公司開幕。次月19日，新竹第一家麥當勞在此營運。
此大樓曾是新竹市繁華的地標，後各個大型百貨公司進駐新竹市後，逐漸沒落，於2012年7月29日改以「32巷商場」之名開幕。

### 晚年
晚年何國華由日本移居香港，其五子何忠雄、幼女何麗純都在香港念過中學。
1997年春節後，何國華於香港因心臟病過世，4月19日在台北市北投舉行告別式。墓地位於北投忠義山大草原邊緣，整理得有如高爾夫球場果嶺。《中國時報》記者何高祿寫下何國華贈送老虎亡故作成的標本栩栩如生，以讚譽「人去留名、虎死留皮」。
2008年5月，何麗純以父親之名所創辦何國華高爾夫體育基金會。